# فرفکس (ویرجینیا)
فیرفکس (به انگلیسی: Fairfax) شهری در ایالت ویرجینیا کشور ایالات متحده آمریکا است که جمعیت آن در سرشماری سال ۲۰۱۰ میلادی، ۲۲٬۵۶۵ نفر بوده‌است.